# El Loco
El Loco (spanisch für „der Verrückte“) ist das siebte Album der amerikanischen Bluesrock-Band ZZ Top. Es erschien im August 1981 bei Warner Bros. Records.

## Entstehung
Das Songwriting und die Aufnahmen zum Album entsprachen dem Zeitgeist der beginnenden 1980er Jahre. ZZ Top versuchte, in ihre Musik Stilelemente außerhalb des Texas Blues einfließen zu lassen. Billy Gibbons nannte als Beispiele hierfür die Stücke Party on the Patio mit einer für ZZ Top ungewöhnlichen Drei-Akkord-Technik sowie die Bassführung bei Ten Foot Pole und betonte die Rolle von Produzent Bill Ham als objektiver Beobachter. Bei den Studioaufnahmen wurden Overdubs eingesetzt und die einzelnen Musiker nahmen zum ersten Mal in der Bandgeschichte Teile der Musik allein und in separaten Räumen auf.
Das Album fand unerwartete Resonanz in der Punkszene, das Lied Tube Snake Boogie wurde mehr von Punk-Radios als von anderen Radiosendern gespielt. Das Lied Party on the Patio handelt von einer imaginären Party in einem Innenhof und reflektiert die Vorstellung der Bandmitglieder von einer perfekten Party. Die Ballade Leila bezeichnete Gibbons als „ZZ Top meets the Beach Boys“ und resümierte, dass diese genauso nicht funktioniere wie das Zusammenspiel „zwischen einem Synthesizer-Programmierer und einem Rapper“. Das Stück Pearl Necklace hat einen anzüglichen Charakter und handelt von der gleichnamigen Sexualpraktik.
1985 wurde das Album für die CD-Version neu bearbeitet.

## Titelliste
1. Tube Snake Boogie – 3:02
2. I Wanna Drive You Home – 4:44
3. Ten Foot Pole – 4:19
4. Leila – 3:13
5. Don't Tease Me – 4:19
6. It's So Hard – 5:12
7. Pearl Necklace – 4:01
8. Groovy Little Hippie Pad – 2:40
9. Heaven, Hell or Houston – 2:31
10. Party on the Patio – 2:48

Alle Lieder wurden von den Bandmitgliedern gemeinschaftlich geschrieben.

## Rezeption
Frank Michael Goldmann meinte in der Audio: „Die zehn Eigenkompositionen des Texas-Trios glänzen durch Ideenreichtum, saubere Arrangements und zündenden Rhythmus.“ Die besten Stücke seien Pearl Necklace und das ihn in puncto Gesang an C.C.S. erinnernde Tube Snake Boogie, also genau die Stücke, die auch den Weg auf das Greatest-Hits-Album von 1992 fanden. Musikalisch war ihm das Album 17 von 20 möglichen Punkten wert. Die technische Qualität ordnete er bei 15 ein. Den Sammlerwert setzte er hoch, bei 16 an, vermisste jedoch jegliche Informationen (0 von 20 Punkten).
Steve Braun von musikreviews.de bezeichnete El Loco im Zusammenhang mit seinem Review zur 2009 erschienenen DVD Double Down Live: 1980 & 2008 als Enttäuschung. Stephen Thomas Erlewine bezeichnet das Album als Weiterentwicklung des Boogie-Rocks von Degüello, die Grooves seien eine Spur glatter, der Humor in den Texten noch verrückter und schmutziger. Er hebt den Rhythmus von Pearl Necklace als kennzeichnend für das Album hervor, das lediglich den Weg in den „New Wave Boogie“ der späteren Alben bereitet habe. Fred Schmidtlein vom Onlinemagazin Home of Rock sieht in El Loco die „bis dahin schwächsten Scheibe der Band“ und führt dies auf Kreativitätsprobleme zurück, welche die Band erst mit dem Nachfolger Eliminator habe lösen können.

## Auszeichnungen für Musikverkäufe
Das Album erreichte in den USA 1981 Gold-Status für 500.000 verkaufte Einheiten.
| Land/Region               | Auszeichnungen für Musikverkäufe (Land/Region, Auszeichnung, Verkäufe) | Verkäufe |
| ------------------------- | ---------------------------------------------------------------------- | -------- |
| Kanada (MC)               | Gold                                                                   | 50.000   |
| Vereinigte Staaten (RIAA) | Gold                                                                   | 500.000  |
| Insgesamt                 | 2× Gold ·                                                              | 550.000  |

Hauptartikel: ZZ Top/Auszeichnungen für Musikverkäufe